# Take It Easy!
「Take It Easy!」（テイク イット イージー）は、 Buono!の通算8枚目のシングル。2009年8月26日発売。発売元はポニーキャニオン。

## 概要
- 初回限定盤はCDとDVD（ジャケット撮影メイキング）、通常盤はCDの各構成となっている。初回限定盤と通常盤（初回生産分）には、イベント参加抽選シリアルナンバーカードとBuono!オリジナルトレーディングカードが封入。
- センターは鈴木愛理。
- PVに関してはオールロケ撮影で行われており、三崎漁港付近や逗子マリーナ付近など数箇所で撮影された。

## 収録曲
1. Take It Easy!
（作詞：三浦徳子、作曲：つんく、編曲：西川進）
『しゅごキャラ!!どきっ』エンディングテーマ（2009年7月 - 9月）
2. キライスキダイキライ
（作詞：川上夏季、作曲：生田真心、編曲：井上慎二郎）
3. Take It Easy! (Instrumental)
4. キライスキダイキライ (Instrumental)